# ルシェロ
ルシェロ（ruscello）は株式会社ジーシーから発売されている歯科医院専売の歯ブラシ。
様々な機構を組み込んだ高機能な歯ブラシ。
プロスペックと並ぶジーシーの2大歯ブラシブランドの1つ。
歯の寿命は臼歯部が前歯部より16年短い。ルシェロはこの失われやすい臼歯部をいかに磨くかを追求し設計された。また、ベーシック、ペリオ、オペレーションの3タイプに分かれ、それを歯科医師、歯科衛生士が患者の口腔内にあったものを「処方する」というコンセプトで開発された。従来品のように単純に歯ブラシの硬さの違いだけではなく、ブラシの材質、長さ、フォルム、毛先の加工が各タイプ毎に変わっており、最適化されている。発売は2005年10月。ルシェロはイタリア語で「小川、せせらぎ」の意。

## 各タイプの特徴

### B-10（ベーシック）
健康な歯肉用～軽度の歯肉炎に用いる歯ブラシ。う蝕予防に重点を置き設計されている
（M/S）（ミディアム/ソフト）に分かれている。両者の違いは毛の太さであり、Sの方をやや歯肉に問題を持つ患者に用いる
- 先端集中毛・・・歯ブラシの先端部分（2タフト分程度）に特に高密度で植毛してあり、また他の部分より長くなっている。端的に言うと歯ブラシとワンタフトブラシを合わせたような形。これにより最後臼歯遠心面、歯間部に入りやすい
- 段差植毛・・・短い毛、長い毛が組み合わさって植毛されている。これにより短い毛が歯面に、長い毛が歯間部に当たり、横磨きした場合に平切り歯ブラシの2倍以上歯間部に入るとされている
- アングルオフセット・・・臼歯部と前歯部どちかも磨きやすいフォルムを追求している。ネックに角度をつけ、臼歯部の磨きやすさを上げ、その一方でハンドル部にネックと逆の角度をつける事で、毛の高さとハンドルを持つ指の高さが同じになりストレートハンドルと同様な前歯部の磨きやすさをつくっている

ボディーカラーは青、緑、黄、ピンク、黒の5色

### B-20 picella!（ベーシック）
ベーシックのpicella!シリーズ。picella!シリーズは10代、女性を対象にし、コンパクトヘッドになっている。

### B-30 グラッポ
テクニック、モチベーション、性格、生活環境などのさまざまな理由から正しいブラッシングが習慣化されない、向上しない人用

### P-10M（ペリオ）
健康歯肉～軽度の歯周病に罹患している口腔内、インプラントの周囲などに用いる。
- 先端集中毛・・・B-10と異なり長さは他部位と同様
- 段差植毛・・・長いテーパー毛と短いラウンド毛のハイブリッド段差植毛。長いテーパー毛が歯間部のみならず、歯周ポケットにまで入り込み汚れを除去する

ボディーカラーは青、緑、黄、ピンク、白の5色

### P-10S（ペリオ）
中等度～重度歯周病に罹患している口腔内に用いる。中等度～重度歯周病にも用いられるようにテーパー毛が5milになっている。

### P-20M picella!（ペリオ）
ペリオのpicella!シリーズ。picella!シリーズは10代、女性を対象にし、コンパクトヘッドになっている。

### OP-10（オペレーション）
重度の歯周病、外科処置後の創傷のある歯肉、歯周病の急性発作の際に用いる
- ドーム型植毛・・・歯ブラシの角の部分を落としてある
- 超極細毛・・・歯肉に負担をかけないソフトな設計となっている

ボディーカラーは白1色

### I-20（インプラント）
インプラント用。インプラント特有の豊隆にフィットするよう凹型に植毛。
ボディカラーは2色　（ブルーレッド）

### W-20（ホワイトニング）
ステインを効率的にとるためにひし形毛
ボディカラー2色（パールホワイト、パールゴールド）